# Omar Pérez Santiago
Omar Pérez Santiago (Santiago, 6 de mayo de 1953) es un escritor, traductor, editor y gestor cultural chileno.

## Biografía
Omar Pérez-Santiago es  un representante de “La Armada Sueca”, una generación de literatos notables de la cultura exiliada chilena. Ha traducido al español a los premios nobeles Selma Lagerlöf y Thomas Tranströmer.
Omar Pérez Santiago estudió en la Escuela de Ciencias Políticas de la Universidad de Chile y, más tarde, historia económica en la de Lund, Suecia. Llegó a ese país escandinavo como refugiado, después de haberse asilado en la embajada sueca a fines de los años 1970, a raíz de la detención de su padre y hermano por parte de la policía secreta de la dictadura del general Augusto Pinochet.
Su primera novela, Malmö es pequeña, apareció en sueco en 1988, a la que le siguió, cuatro años más tarde, un volumen de cuentos, Memorias eróticas de un chileno en Suecia. Desde entonces ha seguido cultivando ambos géneros, además de la crónica, el ensayo y la traducción.
En Suecia se convirtió en un activo difusor activo de la cultura latinoamericana en la región de Escania, donde fundó la editorial Aura Latina y unió exilio y traducción. Pérez santiago sostiene la perspicaz  teoría de las Placas Literarias: es decir, la literatura es un cableado neuronal donde los escritores y poetas del globo se comunican a través de sensibles líneas inteligentes de información y donde el traductor juega un rol de agente literario en las transferencias culturales.
Algunas de sus obras han sido traducidas y antologadas. 
Como traductor, ha vertido al español al Nobel 2011 Tomas Tranströmer, al danés Michael Strunge, a la más importante poeta sueca, Karin Boye, y a poetas jóvenes suecos, la llamada la Liga de Malmö. Ha desarrollado asimismo una vasta labor como gestor cultural.

## Obras
- Malmö är litet (Malmö es pequeña), novela. Malmö : Skrivareförl. i Skåne, 1988, ISBN 91-86794-11-6
- Memorias eróticas de un chileno en Suecia, cuentos, Editora Kipus & Aura Latina, 1992
- Negrito no me hagas mal, novela gráfica, Centro Nacional de Cómic, 2000
- Escritores y el mar, crónicas, Centro Ecoceanos, 2002
- Trompas de Falopio, novela en coautoría con Gabriel Caldés, Editorial Universidad Bolivariana, Santiago, 2007. ISBN 978-956-8024-69-7
- Escritores de la guerra. Vigencia de una generación de narradores chilenos, ensayo, Editorial Universidad Bolivariana, Santiago, 2007. ISBN 978-956-8024-65-9
- Breve Historia del Cómic en Chile, Editorial Universidad Bolivariana, Santiago, 2007.  ISBN 978-956-8024-61-1
- Nefilim en Alhué y otros relatos sobre la muerte, cuentos, Mago editores, 2011. ISBN 978-956-317-119-8
- Allende, el retorno, novela, Aura Latina & Cinosargo ediciones, 2013. ISBN 978-956-8251-07-9
- El Pezón de Sei Shonagon, novela, Los Perros Románticos ediciones, 2018. ISBN 978-956-9594-15-1
- Tycho Brahe, novela, Ediciones Camelot America, 2019. ISBN 978-841-2105-73-5
- Asesinato en Copenhague, novela, Mago Editores, 2021.
- Escritores en Machu Picchu, crónicas de viaje, AuraLatina, 2022.

## Guiones para cine
- Plikten, 1989, National Academy of Theater and Film Art Sofia, Folkuniversitet en Malmö y Filmförening Sur. Plikten, drama sueco. FIlm de Edgardo Montañez. basado en novela de Omar Pérez Santiago
- La Novia de Borges, versión sueca de una pieza de Omar Pérez Santiago. Año 1990, National Academy of Theater and Film Art Sofia, Folkuniversitet en Malmö y Filmförening Sur.

## Obra de teatro
- Te Rogamus. Papa Francisco escúchanos. Estreno enero 2018, Teatro Municipal de San Joaquín.  Dirección: Claudio Orellana. Compañía Perro Viejo.

## Traducciones
- Elin Wägner. [La Primera Mujer], traducción y notas de Omar Pérez-Santiago. Santiago, 2025.
- Selma Lagerlöf. La Carretera de la Muerte, traducción y notas de Omar Pérez-Santiago; Los Perros Románticos, Santiago, 2025.
- Karin Boye. Poesía Completa, traducción y notas de Omar Pérez-Santiago; Los Perros Románticos, Santiago, 2021.[2]
- Nubes Karin Boye, traducción y notas de Omar Pérez Santiago; Los Perros Románticos & Aura Latina, Santiago, 2020. ISBN 978-956-8251-18-5-2[2]
- No Muerto Clemens Altgard., traducción y notas de Omar Pérez-Santiago; Cinosargo Ediciones, Arica, 2017. ISBN 978-956-9382-51-2[2]
- Tomas Tranströmer. Introducción para inquietos, traducción y notas de Omar Pérez-Santiago; Cinosargo Ediciones, Arica, 2012. ISBN 978-956-351-116-1[2]
- Michael Strunge. Caricias. Poemas de amor, prólogo y traducción de Omar Pérez Santiago; epílogo de la profesora danesa Anne-Marie Mai; editorial Aura Latina, 2014[3]
- La pandilla de Malmö: poesía joven de Suecia, presentación y traducción de Omar Pérez Santiago; Aura Latina, Malmö, 1990, 48 s.  ISBN 91-970998-5-6.

## Gestión cultural
Omar Pérez Santiago tiene una vasta experiencia  profesional en el campo de la Gerencia Cultural. En Suecia durante los años 80 trabajó como administrador cultural. Este trabajo se expresó en la publicación del libro de aplicación práctica de la gerencia cultural llamado Latinamerika i Skane con la presentaciónde Lars Engvist, presidente Consejo Sueco de Cultura (1991). (Folkuniversitet i Malmö,  Kulturarbetförmedligen  Malmö, Suecia). En 1992 la Secretaría General de Gobierno de Chile publicó, un estudio de Pérez Santiago bajo el título  La Gerencia Cultural, Una visión operativa del trabajo cultural, con presentación de Enzo Pistacchio Sassarini, marzo de 1992. 
Este trabajo fue pionero de la administración o gestión cultural en Chile. Una versión de este trabajo fue publicado en el suplemento cultural del diario de La Época ese mismo año, La Gerencia llegó a la cultura. La Gerencia Cultural revalorizaba la administración cultural. Incluía a la Administración del Estado y su política cultural (Nueva Política Cultural, Diario La Época, 11 de octubre de 1992).  La Gestión Pública de Cultura en Chile, Propuesta institucional Ministerio de Arte y Cultura  monografía  en la escuela de Gestión Pública de la Universidad de Chile.  Omar Pérez Santiago realizó  el primer catastro cultural, en la comuna de San Joaquín, financiado por el Ministerio De Educación, como una forma de proyectar a sus artistas en la comunidad inmediata, con la publicación de un libro  Desatados, Artistas de San Joaquín, con la presentación de Ramón Farías, alcalde de la I. Municipalidad de San Joaquín, Ediciones de Aura Latina, 1994. 
En el año 1992 se organizó el primer seminario realizado en Chile sobre la Gerencia Cultural Pública y las políticas culturales en Chile, en la Universidad Católica de Chile.  Paralelamente a este trabajo de pórtico y popularización de la gestión cultural pública ha trabajado como administrador cultural.
- La Gerencia Cultural, Una visión operativa del trabajo cultural. Cuadernos de trabajo y estudios de la Secretaría General de Gobierno, Gobierno de Chile. 1992
- La Gerencia llegó a la cultura. Diario La Época, septiembre. 1992.
- Nueva Política Cultural , Diario La Época, 11 de octubre de 1992.
- "Hay un joven leyendo un libro". Investigación de campo sobre el lector de libros, Consejo Nacional del libro, Gobierno de Chile. 1995.
- Desatados, Artistas de San Joaquín, I. Municipalidad de San Joaquín. 1994.
- Desarrollo de la cultura y las artes. Posibilidades y desafíos para el 2018. Ministerio de Planificación. Gobierno de Chile. 2008
- Tendencias culturales. Qué sabemos sobre las nuevas audiencias de cultura. Ejemplo Trauko.  2019.

## Premios, Becas y reconocimientos
- Beca ABF, Suecia, 1989
- Beca Kulturradet, Suecia, 1991.
- Beca Fondart, 1992.
- Beca Consejo nacional del libro, 1995. Investigación sobre el lector de libros.
- Beca Fondo del libro, 2007.
- Beca Fondo del libro, 2017.
- Beca Danish Arts Foundation, 2017.
- Beca Fondo del libro, traducción, 2018.
- Beca Fondo del libro, traducción, 2020.